# سید هاشم صفی‌الدین
سید هاشم صفی‌الدین (۳ مهٔ ۱۹۶۴ – ۳ اکتبر ۲۰۲۴) روحانی شیعه و سیاستمدار لبنانی بود که از سال ۲۰۰۱ تا هنگام ترورش، ریاست شورای اجرایی حزب‌الله لبنان را بر عهده داشت، از او به عنوان نفر دوم حزب‌الله و یکی از گزینه‌های احتمالی برای جانشینی سید حسن نصرالله یاد می‌شد. صفی‌الدین در مه ۲۰۱۷ از سوی ایالات متحده آمریکا و عربستان سعودی تحریم شد.
وی در ۳ اکتبر ۲۰۲۴ در بیروت، هدف حمله هوایی اسرائیل قرار گرفت. بنیامین نتانیاهو، نخست‌وزیر اسرائیل، در ۸ اکتبر ۲۰۲۴، مدعی کشتن وی، در حمله‌ای به ضاحیه جنوبی بیروت شد. در عصر ۲۳ اکتبر ۲۰۲۴ حزب‌الله لبنان خبر کشته‌شدن وی را تأیید کرد.

## زندگی
هاشم صفی‌الدین پسر دایی سید حسن نصرالله است. برادرش عبدالله صفی‌الدین به عنوان نماینده حزب‌الله در ایران است. پسر او، رضا صفی‌الدین همسر زینب سلیمانی و داماد قاسم سلیمانی است.
هاشم صفی‌الدین در سال ۱۹۶۴ در جنوب لبنان در خانواده‌ای سرشناس در منطقه به دنیا آمد. او در دهه ۱۹۸۰ به همراه خویشاوند خود حسن نصرالله برای تحصیل علوم دینی راهی شهر قم شد. در سال ۱۹۸۳ با دختر محمدعلی الامین از اعضای شورای قانونگذاری شورای اسلامی شیعیان لبنان ازدواج کرد. او تا سال ۱۳۷۲ در ایران و در حوزه علمیه قم حضور داشت. وی پیش از این نیز در حوزه علمیه نجف درس می‌خواند. با فراخوان سید حسن نصرالله او راهی لبنان شد تا در هرم قدرت حزب‌الله، نقش‌آفرینی کند.

### در حزب‌الله لبنان

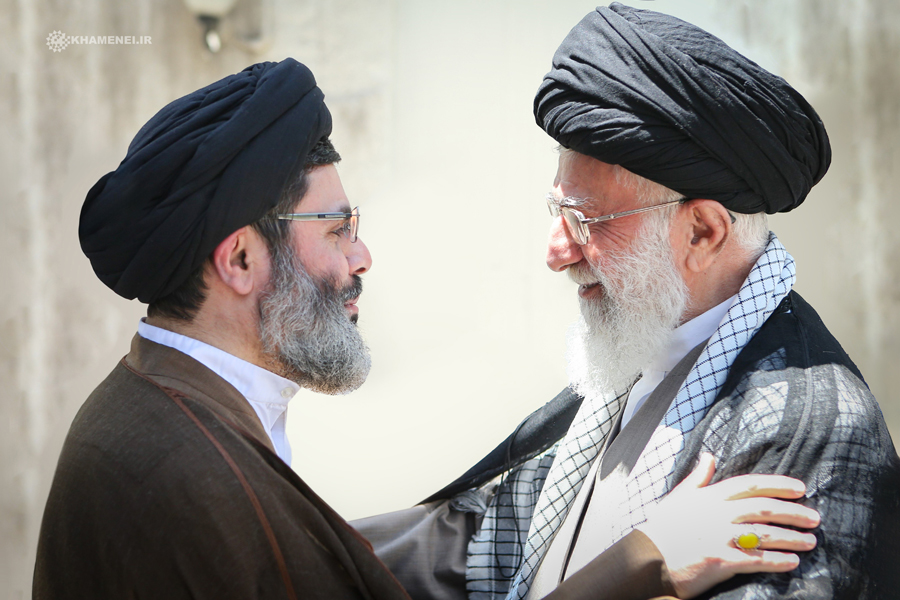
دیدار سید هاشم صفی‌الدین با سید علی خامنه‌ای

او از زمان تأسیس گروه حزب‌الله لبنان در سال ۱۹۸۲ عضو این گروه است. به گفته سازمان غیردولتی مقابله با تروریسم هاشم صفی‌الدین در ایران آموزش دیده و از سال ۱۹۹۲، ریاست شورای اجرایی این گروه را به دست گرفته است. هاشم صفی‌الدین یکی از هفت عضو شورای مشورتی تصمیم‌گیرنده حزب‌الله لبنان است و در شورای اجرایی نیز بخش‌های مهمی از فعالیت‌های این گروه را اداره می‌کند. از او به عنوان یکی از جانشینان سید حسن نصرالله نامبرده شده است.
در سال ۱۹۹۴، سید حسن نصرالله، هاشم صفی‌الدین را به عنوان رئیس منطقه بیروت حزب‌الله منصوب کرد. او سپس در سال ۱۹۹۵ ریاست شورای جهاد را که مسئول فعالیت‌های نظامی حزب‌الله بود بر عهده گرفت. در سال ۱۹۹۸، صفی‌الدین به عنوان مسئول شورای اجرایی ارتقا یافت. او دومین فرد در هرم قدرت حزب‌الله لبنان برشمرده شده است. او رئیس شورای اجرایی حزب‌الله بود. او در این سمت، تمامی فعالیت‌های اجرایی و مالی حزب‌الله را مدیریت می‌کرد. علاوه بر این، وی را طراح برخی عملیات‌های حزب‌الله معرفی کرده‌اند.

### جانشین سید حسن نصرالله
از سال ۲۰۰۶، از وی در کنار نعیم قاسم، به عنوان جانشین‌های احتمالی سید حسن نصرالله یاد کرده‌اند. با ترور سید حسن نصرالله در ۶ مهر ۱۴۰۳ در لبنان به دست ارتش اسرائیل، گمانه‌زنی‌هایی برای جانشین او مطرح شد. در میان گزینه‌های مطرح شده، مهم‌ترین و محتمل‌ترین کاندید، صفی‌الدین بود. به گفته برخی تحلیلگران، هاشم صفی‌الدین علاوه بر ظاهر، از لحاظ نحوه صحبت‌کردن نیز به سید حسن نصرالله شباهت دارد.

## انجمن خانوادگی صفی‌الدین
هاشم صفی‌الدین علاوه بر فعالیت‌هایی که مستقیماً به حزب‌الله مربوط است، از سال ۱۳۹۶، به عنوان مدیرعامل یک انجمن غیرانتفاعی به نام «رابطة آل صفی‌الدین فی جمیع المناطق اللبنانیة» («انجمن خانوادگی صفی الدین در لبنان») فعالیت می‌کند. اعضای این انجمن، همگی اعضای خانواده صفی‌الدین هستند و هدف آن تلاش برای رفع نیازها، تحکیم روابط بین اعضای خانواده، کمک مالی به اعضای فقیر خانواده و کمک مالی به تحصیل آن‌ها است. این انجمن از طرف آمریکایی‌ها متهم شده است که در پولشویی برای حزب‌الله دخالت دارد.

## ترور و تحریم
صفی‌الدین از سال ۲۰۰۸ میلادی در فهرست تحریم‌های ایالات متحده آمریکا قرار گرفته است. گفته شده که از سال ۲۰۱۷، وی در لیست سیاه آمریکا قرار گرفته است.
در خرداد ۱۴۰۲، خبرهایی از ترور او در لبنان منتشر شد که بعداً تکذیب شد. در پی حملات ۶ مهر ۱۴۰۳ ارتش اسرائیل به لبنان، رسانه‌ها هدف این ترور را سید هاشم صفی‌الدین دانستند. به‌گفته رویترز، او از این حمله نجات یافته است.
در چهارم اکتبر ۲۰۲۴ اخباری مبنی بر حمله هوایی اسرائیل به ضاحیه بیروت با هدف کشتن او منتشر شد.
درنهایت در ۲ آبان ۱۴۰۳، حزب‌الله لبنان در بیانیه‌ای رسمی خبر ترور او را اعلام کرد.